# Silba eximia
Silba eximia är en tvåvingeart som beskrevs av Mcalpine 1964. Silba eximia ingår i släktet Silba och familjen stjärtflugor.
Artens utbredningsområde är Madagaskar. Inga underarter finns listade i Catalogue of Life.